# Pierrefitte-en-Cinglais
Pierrefitte-en-Cinglais é uma comuna francesa na região administrativa da Normandia, no departamento Calvados. Estende-se por uma área de 10,77 km². Em 2010 a comuna tinha 258 habitantes (densidade: 24 hab./km²).